# Den sublima stilen
Den sublima stilen (klassisk grekiska Περὶ ὕψους), mer ordagrann översättning, "om den höga [stilen]", är en känd grekisk retorisk avhandling som redogör för det goda skrivandets principer. Det råder delade meningar om vem som är författaren men traditionellt har arbetet tillskrivits Longinos som var retor och hovman hos kejsarinnan Zenobia i Palmyra. 
 Han hade ett olyckligt öde och dödades 273 av Aurelianus. Enligt många forskare betraktas avhandlingen som en tidig framställning av ett verk avsett för att bidra med gedigna kunskaper i skriftens konst. Longinos har i sitt verk även gjort sig känd för att i synnerhet understryka vikten av den känslomässiga kraften i språket. Longinos verk har även kallats för ett av antikens mest förtjusande, när det gäller dess kritik av retoriken och litteraturen.

## Fem källor till höghet
Den höga stilen i Longinos verk Den sublima stilen utgörs av fem fruktbara källor:
1. Förmågan att utforma stora och kraftfulla tankar.
2. Förmågan att gripas och ryckas med av ämnet.
3. Behärskandet av tankens och språkets bilder.
4. Behärskandet av ett ädelt och äkta språk, som består av ordval, figurer och metaforer.
5. Förmågan att sammanfoga delarna till en harmonisk helhet.

Dessa källor är mest produktiva för att skriva väl. Den första och viktigaste källan för att uppnå den sublima stilen är förmågan att utforma stora och kraftfulla tankar och den andra är förmågan att gripas och ryckas med av ämnet. Kännetecknande för dessa egenskaper att skapa höghet är för det mesta medfödda. De andra kan läras in med konst och övning. På den tredje punkten betonar Longinos vikten av att gå igenom stilfigurerna där han anser att lämpliga stilfigurer vid rätt tillfälle leder en till storhet och likställer även en väl avvägd stilfigur med en läkande medicin för åhörarens själ. Talarens känsla för att i vissa situationer använda sig av det äkta språket vidrör Longinos i den fjärde punkten. Utbroderade ord bör inte användas överallt och hela tiden, utan istället bör talaren anpassa språket utifrån den situation han befinner sig i. Att använda stora högtidliga ord på obetydliga småsaker likställer Longinos med att förklä en liten pojke med en stor tragisk mask. Ett vardagligt uttryck kan alltså vara mer appellerande än ett utsmyckat då det anses vara mer trovärdigt. Den avslutande delen i den höga stilen är förmågan att ställa samma orden till en harmonisk helhet. Longinos drar paralleller till flöjtens fångande förmåga där han ser flöjten som ett instrument som fyller åhörarna med en harmonisk taktkänsla. På samma sätt, likt flöjten, ska talet hypnotisera lyssnaren och få denne att charmas av talets varierande komponenter.

## Verkningshistoria
Texten har haft en mycket stor verkningshistoria. Inom både retorik, estetik och skönlitteratur. Immanuel Kant skriver om das Erhabene i sin kritik der Urteilkraft. Lyotard skriver i Lecons sur lanalyique du sublime. Texten tillägnas ett helt temanummer i Rhetorica Scandinavica 